# Półwysep Skandynawski
Półwysep Skandynawski (szw. Skandinaviska halvön, norw. Den skandinaviske halvøy, fiń. Skandinavian niemimaa; 11) – półwysep w Europie Północnej stanowiący zachodnią część Półwyspu Fennoskandzkiego, a także jedna z trzech prowincji fizycznogeograficznych megaregionu o tej samej nazwie.
Powierzchnia Półwyspu Skandynawskiego wynosi ok. 800 tys. km², długość dochodzi do 1900 km, a szerokość – do 800 km. Otaczają go morza: Bałtyckie, Norweskie, Północne i Barentsa. Charakteryzuje się wybrzeżami fiordowymi i szkierowymi. Linia brzegowa jest silnie rozwinięta.
Na półwyspie leżą Szwecja, Norwegia i częściowo Finlandia. Jego północny obszar wchodzi w skład Laponii – regionu geograficznego i kulturowego z rdzenną ludnością lapońską.

## Geologia i ukształtowanie
Pod względem geologicznym Półwysep Skandynawski stanowi jedną z najstarszych części kontynentu europejskiego. Obejmuje tarczę fennoskandzką oraz pas fałdowań kaledońskich. W czwartorzędzie był ośrodkiem wielkiego zlodowacenia. Na zachodzie wybrzeża Oceanu Atlantyckiego ciągną się Góry Skandynawskie w pasie do szerokości 550 km. Od wschodu sąsiadują z nimi wyżyny: Lapońska (wysokość 300–400 m) i Północnoszwedzka (wysokość 400–700 m). Na południe od wyżyn leżą: Pojezierze Środkowoszwedzkie i wyżyna Smålandu. Na południe od nich niziny: Hallandu, Kalmarska i Pobrzeże Zachodniobotnickie.

## Klimat
Półwysep charakteryzuje się klimatem umiarkowanym, na krańcach północno-wschodnich przechodzący w subpolarny, na zachodnich stokach gór nad oceanem morski, za barierą Gór Skandynawskich na wschodzie kontynentalny.

## Hydrografia
Region odznacza się bardzo dobrze rozwiniętą siecią hydrograficzną. Rzeki są zasobne w wodę, z licznymi progami i wodospadami. Najdłuższe z nich to: Glomma, Klar i Dalälven. Największymi jeziorami są: Wener, Wetter, Melar oraz Hjälmar.

## Regionalizacja fizycznogeograficzna
Regionalizacja fizycznogeograficzna Półwyspu Skandynawskiego w uniwersalnej klasyfikacji dziesiętnej (UKD) Międzynarodowej Federacji Dokumentacji (FID):
- 111 Góry Skandynawskie
- 112 Wyżyna Lapońska
- 113 Wyżyna Północnoszwedzka
- 114 Obniżenie Środkowoszwedzkie
- 115 Wyżyna Południowoszwedzka
- 116 Nizina Hallandu
- 117 Nizina Kalmarska
- 118 Pobrzeże Zachodniobotnickie
- 119 Skania